# Dorota Pykosz
Dorota Pykosz (ur. 22 października 1978 roku w Jaśle) – polska siatkarka, występująca na pozycji środkowej bloku lub atakującej.

## Kariera
- Gamrat Jasło (wychowanka)
- BKS Stal Bielsko-Biała
- KPSK Stal Mielec (2002–2004)
- MKS Muszynianka-Fakro (2004–2010)
- Sandeco EC Wybrzeże TPS Rumia (2010–2011)
- KPSK Stal Mielec (2011–2012)
- Atom Trefl Sopot (2012–2013)

## Sukcesy
- brązowy medal Mistrzostw Polski z BKS-em Bielsko-Biała w 2000 roku
- brązowy medal Mistrzostw Polski ze Stalą Mielec w 2004 roku
- złoty medal Mistrzostw Polski z MKS Muszynianką Muszyną w 2006 roku
- złoty medal Mistrzostw Polski z MKS Muszynianką Muszyną w 2008 roku
- złoty medal Mistrzostw Polski z MKS Muszynianką Muszyną w 2009 roku
- zdobywczyni Pucharu w Piemonte 2009
- 2009 – brązowy medal mistrzostw Europy seniorek, Polska
- Superpuchar Polski z MKS Muszynianką Muszyną w 2009 roku
- srebrny medal Mistrzostw Polski z MKS Muszynianką Muszyną w 2010 roku
- 2013 –  Mistrzostwo Polski
- 2013 –  Finalistka Pucharu Polski

## Nagrody indywidualne
- Najlepiej blokująca turnieju Pucharu w Piemonte 2009